# Джек Пикфорд
Джек Пикфорд (англ. Jack Pickford), при рождении Джон Чарльз Смит (англ. John Charles Smith; 18 августа 1896, Торонто — 3 января 1933, Париж) — американский актёр, сценарист и кинорежиссёр канадского происхождения и брат звезды немого кино Мэри Пикфорд.

## Ранняя жизнь
Как и его сестра, Джон Чарльз Смит родился в Торонто и был сыном разнорабочего Джона Чарльза Смита-старшего (который был из семьи методистов, эмигрировавших в Канаду из Великобритании) и портнихи Шарлотты Хеннесси (которая происходила из семьи ирландских католиков). У него было две старших сестры — Глэдис и Шарлотта. Имя Джек, которое в будущем стало его псевдонимом, было детским прозвищем Джона. В 1898 году от кровоизлияния в мозг скончался его отец, из-за чего финансовое положение семьи здорово пошатнулось и ради заработка Джон и его сёстры начали выступать на сцене.

## Карьера
Из-за своей видной внешности Джек быстро стал одним из популярных актёров в амплуа героя-любовника. В 1910 году Глэдис поспособствовала тому, чтобы брат заключил контракт с кинокомпанией «Байограф» (к тому моменту она уже изменила своё имя на Мэри Пикфорд и Джон с Шарлоттой, последовав её примеру, тоже взяли себе фамилию Пикфорд). Вскоре «Байограф» начала переезд в Голливуд и отправиться на западное побережье должна была только Глэдис, но, к её неудовольствию, их мать Шарлотта буквально впихнула Джека в поезд на ходу, когда тот отъезжал от платформы — к моменту, когда поезд прибыл к месту назначения, Джек сумел убедить главного режиссёра студии Дэвида Уорка Гриффита, чтобы тот заключил с ним контракт, благодаря которому Джек снимался в эпизодических ролях и получал 15 долларов в неделю.  В 1917 году Глэдис покинула «Байограф» и, при заключении своего нового многомиллионного договора с кинокомпанией «Фёст Интернэшнл», добилась прибыльного контракта и для Джека. После чего Джек, сыграв в нескольких комедиях немного наивных, но достойных любви, мужчин, стал звездой. К числу его самых известных картин принадлежат «Том Сойер» (1917), «Waking up to Town» (1925), где можно увидеть невероятные трюки с медведем. В том же году к нему пришёл его последний большой успех в фильме «The Goose Woman».
Хотя Пикфорд считался хорошим актёром и даже сумел сделать себе имя, но большинство его фильмов сегодня считаются фильмами категории «Б» (большинство персонажей Пикфорда были типичными «американскими мальчиками» того времени), а сам он рассматривается как актёр, роли которого редко соответствовали его актёрскому потенциалу. Считается, что виной всему было то, что его постоянно сравнивали с его знаменитой сестрой. К 1923 году его кинокарьера сократилась от нескольких фильмов в год до одного. В 1928 году он снялся в своём последнем фильме «Gang War», после чего он начал заниматься режиссурой и написанием сценариев, однако не пытался преуспеть на этом поприще. Кроме этого ему приписывали статус сорежиссёра в таких картинах как «Little Lord Fountleroy» и «Through The Black Door» (1921), где с успехом снялась его сестра Мэри.

## Личная жизнь
Несмотря на то, что Джек Пикфорд имел репутацию плейбоя, его личная жизнь была связана с алкоголем, злоупотреблением наркотиками и распущенностью. Особенно острыми у него были проблемы с алкоголем, которые в конечном итоге и привели к его смерти. Сегодня считается, что пагубные привычки у Джека были результатом дурной генетической наследственности, потому что у его сестёр под конец жизни тоже были проблемы с алкоголем, что явно указывало на то, что все трое унаследовали данную уязвимость от их отца. И хотя Голливуд в тот период всячески замалчивал различные инциденты, в которые были втянуты его звёзды, закадровая распущенность Джека на территории самого Голливуда сделала его легендой своего времени.
В начале 1918 года, после того как Соединенные Штаты вступили в Первую мировую войну, Пикфорд вступил в ВМС США. Используя известность своей фамилии, он вскоре оказался вовлечен в схему, которая позволила богатым людям платить взятки, чтобы избежать военной службы, а также, по слухам, поставляла офицерам девушек лёгкого поведения. Когда это вскрылось, Пикфорд был отправлен в отставку только благодаря вмешательству его матери — все остальные участники скандала попали под трибунал.
С девушкой Зигфелда Олив Томас Пикфорд познакомился в пляжном кафе на Пирсе Санта-Моники. Как и он, Томас была такой же светской леди, ведущей разгульный образ жизни. Сценаристка Фрэнсис Марион позже вспоминала: «Я часто видела её [Томас] в доме Пикфордов, поскольку она была помолвлена с братом Мэри, Джеком. Два невинно выглядящих ребёнка, они были самыми веселыми, самыми смелыми сорванцами, кто когда-либо баламутил звёздную пыль на Бродвее. Оба были талантливыми, но намного больше заинтересованными игрой в рулетку жизни, нежели сосредоточенными на своей карьере». Пикфорд и Томас тайно обвенчались 25 октября 1916 года в Нью-Джерси. Никто из их близких на свадьбе не присутствовал, единственным свидетелем был актёр Томас Миган. У пары не было собственных детей, хотя в 1920 году они усыновили шестилетнего племянника Олив, когда его мать умерла. Хотя, по мнению друзей и знакомых пары, именно Олив была любовью всей жизни Пикфорда, их брак был очень бурным и напряжённым, что в то же время не мешало обоим делать друг другу очень щедрые подарки.

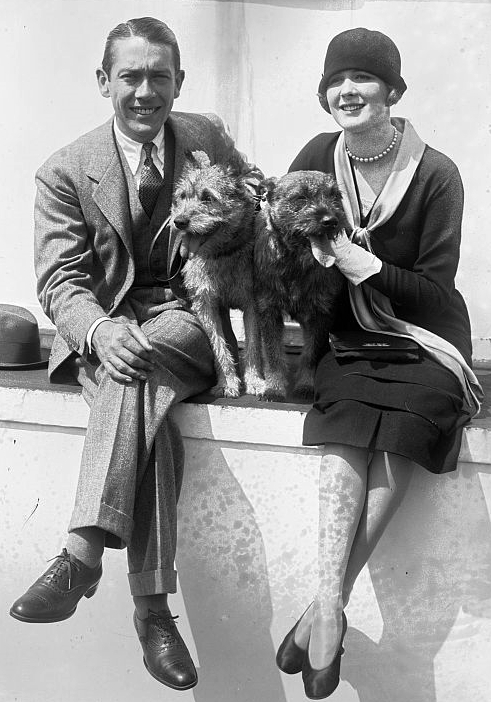
Пикфорд со второй женой Мэрилин Миллер

В конечном итоге напряжение в браке привело к тому, что они решили провести второй медовый месяц и в августе 1920 года отправились в Париж. Ночью 5 сентября 1920 года супруги отправились на одну из вечеринок, с которой вернулись поздно ночью уставшими и утомлёнными. Олив, которая была достаточно пьяна, случайно выпила большую дозу жидкого хлорида ртути, предназначавшегося для лечения хронического сифилиса мужа. После этого она была доставлена Джеком в американскую больницу в Нёйи-сюр-Сен, но врачи оказались бессильны, потому что доза ядовитого вещества была очень велика, и через несколько дней Олив Томас умерла от нефрита, вызванного отравлением. Джек все эти дни вместе со своим бывшим шурином Оуэном Муром провёл у её постели. Во время перевозки тела Олив в США он пытался совершить самоубийство, но его удалось от этого отговорить. Между тем, возникли слухи, что Олив была или убита или покончила с собой, но полицейское расследование и вскрытие тела показали, что её смерть была именно несчастным случаем.
31 июля 1922 года Пикфорд женился на другой девушке Зигфелда Мэрилин Миллер. Этот брак тоже был очень напряжённым и в 1926 году они разошлись, а в ноябре 1927 года официально развелись во Франции. 12 августа 1930 года Пикфорд женился в последний раз на 22-летней Мэри Мулэрн (тоже бывшей девушке Зигфельда). На втором году брака Мулэрн ушла от мужа, обвинив его в не почтенном обращении с нею. Их развод завершился только уже после смерти Пикфорда.

## Смерть
В 1932 году Джек навещал Мэри и, по её словам, выглядел тогда очень истощённым — в своей автобиографии она вспоминала, что одежда висела на нём, как на вешалке. Когда он спускался к парадной двери со второго этажа, то попросил, чтобы она его не провожала. Именно тогда, как Мэри вспоминала, какой-то внутренний голос сообщил ей, что она видит брата в последний раз. 3 января 1933 года Джек Пикфорд умер в возрасте 36 лет в американском госпитале в Париже. Причиной смерти был указан прогрессирующий неврит центральных черепно-мозговых нервов. Мэри Пикфорд организовала перевозку останков назад в США, где Джек был похоронен в фамильном склепе на кладбище Форест-Лаун в Глендейле. Сегодня об актёре напоминает звезда на голливудской Аллее славы по адресу 1523 Вайн-Стрит.

## Избранная фильмография
| Год  |   | Русское название          | Оригинальное название        | Роль                              |
| ---- | - | ------------------------- | ---------------------------- | --------------------------------- |
| 1909 | ф | Спасти её душу            | To Save Her Soul             | рабочий сцены                     |
| 1910 | ф | Всё из-за молока          | All on Account of the Milk   |                                   |
| 1910 | ф | Малыш                     | The Kid                      | сын Уолтера Голдена               |
| 1910 | ф | Рамона                    | Ramona                       | мальчик                           |
| 1911 | ф | Оправданное доверие       | His Trust Fulfilled          | посыльный-негритёнок              |
| 1911 | ф |                           | The Stuff Heroes Are Made Of |                                   |
| 1912 | ф | Временное перемирие       | A Temporary Truce            | индеец                            |
| 1912 | ф |                           | Man's Lust for Gold          | индеец                            |
| 1912 | ф | В узком кругу             | The Inner Circle             | посыльный                         |
| 1912 | ф | Вражда на холмах Кентукки | A Feud in the Kentucky Hills | Брат                              |
| 1912 | ф | Любительница румян        | The Painted Lady             | щёголь на Фестивале мороженого    |
| 1912 | ф | Мушкетёры аллеи Пиг       | The Musketeers of Pig Alley  | бандит / танцор                   |
| 1912 | ф | Наследственность          | Heredity                     | сын белого отца и матери-индианки |
| 1912 | ф | Мой малыш                 | My Baby                      | гость на свадьбе                  |
| 1912 | ф | Жестокость                | Brutality                    | театрал                           |
| 1912 | ф | Нью-йоркская шляпа        | The New York Hat             | юноша у церкви                    |
| 1913 | ф |                           | A Misappropriated Turkey     | прохожий                          |
| 1913 | ф |                           | Love in an Apartment Hotel   | коридорный                        |
| 1913 | ф | Нежеланный гость          | The Unwelcome Guest          | ребёнок                           |
| 1914 | ф | Дом, милый дом            | Home, Sweet Home             | сын                               |
| 1914 | ф | Дикий цветок              | Wildflower                   |                                   |
| 1915 | ф | Хорошенькая сестра Хосе   | The Pretty Sister of Jose    | Хосе                              |
| 1916 | ф | Бедная маленькая Пеппина  | Poor Little Peppina          | Беппо                             |
| 1917 | ф | Большие надежды           | Great Expectations           | Пип                               |
| 1923 | ф | Голливуд                  | Hollywood                    | камео                             |
| 1925 | ф | Гусятница                 | The Goose Woman              | Джеральд Холмс                    |
| 1926 | ф | Летучая мышь              | The Bat                      | Брукс Бэйли                       |
| 1926 | ф | Браун из Гарварда         | Brown of Harvard             | Джим Дулитл                       |
| 1926 | ф | Выход улыбки              | Exit Smiling                 | Джимми Марш                       |
| 1928 | ф | Война банд                | Gang War                     | Клайд Бакстер                     |

### на английском языке
- Balio, Tino (1985). The American Film Industry. University of Wisconsin Press, 680 pages. ISBN 978-0-299-09873-5
- Brownlow, Kevin (1968). The Parade's Gone By... University of California Press, 577 pages, ill. ISBN 978-0-5200-3068-8
- Leavey, Peggy D. (2011). Mary Pickford: Canada's Silent Siren, America's Sweetheart. A Quest Biography. Dundurn Press, 224 pages, ill. ISBN 978-1-5548-8945-7
- Ragan, David (1976). Who’s Who in Hollywood, 1900—1976. New Rochelle, New York: Arlington House, 864 pages. ISBN 978-0-8700-0349-3

### на нидерландском языке
- Leeflang, Thomas, 100 Jaar Cinema: The Art of Hollywood, Veen Bosch en Keuning Uitgeversgroep, Baarn 1995, 447 pagina's: ill., ISBN 978-9-0246-0209-4